# Universidad de Quebec en Montreal
La Universidad de Quebec en Montreal (UQAM - en francés Université du Québec à Montréal) está localizada en Montreal, provincia de Quebec, Canadá. Es una de las Universidades de Quebec, y una de las dos universidades de Montreal que tienen el francés como lengua de instrucción principal (la otra es la Universidad de Montreal). La UQAM fue fundada para democratizar el acceso a la educación superior.

## Historia
La Universidad de Quebec en Montreal fue creada el 9 de abril de 1969 por el gobierno de Quebec, a partir de la fusión de la Escuela de Bellas Artes de Montreal, el colegio universitario Sainte-Marie y tres instituciones públicas de enseñanza superior.

## Composición
Es una de las nueve sedes de la Universidad de Quebec, fundada por el gobierno de Quebec en 1969. En junio de 2005, integró a la Téléuniversité (TÉLUQ), una universidad especializada en la enseñanza a distancia, que ofrece cursos y grados sobre informática, educación, comunicación, medio ambiente y empresas.
Presencialmente está compuesta de 6 facultades y 1 escuela: 
- Facultad de Artes
- Facultad de Comunicación
- Facultad de Ciencias Políticas y Derecho
- Facultad de Ciencias
- Facultad de Educación
- Facultad de Ciencias Humanas
- Escuela de Ciencias de la Administración (ESG)

La universidad tiene 34 centros de investigación institucional, 4 de la UNESCO, 24 de Investigación Canadá, 6 institutos y otros. Ofrece 160 programas de estudios en el primer ciclo (BAC, certificados y microprogramas), 115 programas de estudios en el segundo ciclo (maestrías, DESS y microprogramas) y 30 programas de estudios en el tercer ciclo (doctorados).
EN 2016 la universidad tenía 42 805 estudiantes inscritos y a esa fecha había entregado en total 326 073 diplomas.

## Reputación

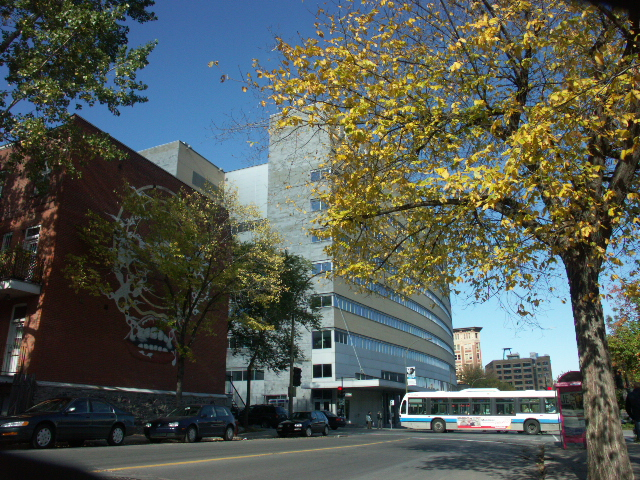
Pabellón Presidente Kennedy.

La UQAM ocupó en 2017 la posición 97 entre las más prestigiosas universidades del mundo fundadas en los últimos 50 años, según un ranking de The Higher Education del Reino Unido.
En 2017, los estudiantes de la UQAM-ESG (École des sciences de la gestión) ganaron los 4 premios más importantes de la Simulación de Naciones Unidas en Nueva York. Anteriormente también habían obtenido premios de la OTAN en 2014 y 15.  La escuela de negocios de la UQAM (École des sciences de la gestion) ocupó el lugar 204 del mundo por la cantidad de publicaciones en economía según un ranking publicado en Estados Unidos en 2016.

## Relaciones de la UQAM en el plano internacional
La UQAM tiene acuerdos con instituciones en 67 países para intercambios de estudiantes y collaboraciones en investigaciones científicas.
Organiza Escuelas de Verano en Colombia, Alemania, China, Japón, Grecia, y República Checa.

## Personalidades relacionadas

### Estudiantes diplomados
David Altmejd, B.A. arte 1998, artista
Nelly Arcan, B.A. y M.A. literatura 2003, novelista
Emilie Heymans, B.A. gestión 2011, buceadora olímpica
Léa Pool, B.A. comunicación 1978, cineasta
Denis Villeneuve, B.A. comunicación 1992, guionista y director de cine 

### Profesores
Ver la Categoría:Profesores de la Universidad de Quebec en Montreal
Pierre Dansereau,1972-1976, ecologista 
Bernard Landry, 1986-1994, business 